# Roman Tominec
Roman (prv. Leon Oskar) Tominec, slovenski frančiškan, duhovnik, teolog, umetnostni zgodovinar in profesor, * 12. januar 1900, Ljubljana, † 23. februar 1991, Ljubljana.

## Življenjepis

### Otroštvo
Rodil se je 12. januarja 1900 v Ljubljani, kot peti izmed desetih otrok v družini. Oče mu je bil Janez, mati mu je bila Marija (rojena Stegnar).

### Zgodnja leta
Od leta 1906 do 1910 je obiskoval osnovno šolo Ledina. Šolanje je nadaljeval na klasični gimnaziji, leta 1916 pa je vstopil v frančiškanski red. Z vstopom v redovniško življnje je šolanje nadaljeval na redovni gimnaziji v Kamniku, kjer je maturiral leta 1918. Študiral je bogoslovje na Teološki fakulteti v Ljubljani, leta 1922 pa je odšel V München študirat umetnostno zgodovino in filozofijo. Študij v Münchnu je končal leta 1926.
Po vrnitvi v Ljubljano je bil kaplan v frančiškanskem konventu, lektor filozofije v Kamniku in Ljubljani, ter katehet na obrtni šoli. Leta 1930 sta z bratom Angelikom ustanovila zavarovalni odsek III. reda Pax et Bonum, prek katerega sta s hrano in drugimi dobrinami pomagala ljudem s socialnega dna. Pred in med drugo svetovno vojno sta kot kurata delovala v zaporih, kjer sta mlade poučevala verouk, ter poročevala pare.

### Med okupacijo
Med okupacijo Slovenije je pater Roman podpiral OF, čeprav je komunizem in boljševizem obsojal. Odpora do sodelovanjem z okupatorjem ni skrival, zaradi česar je bil večkrat zaprt. Prvič maja 1942, zaradi opravljenega rekviema za Toneta Tomšiča. Bil je obsojen na izgon v Fucecchio, vendar je bil zaradi bolezni septembra izpuščen.  Drugič, aprila 1943, ko so partizanski aktivisti na zvonik frančiškanske cerkve izobesili uporniško zastavo, je bil obtožen sodelovanja z OF ter ponovno zaprt. Tretjič je bil aretiran decembra 1944, ter marca 1945 izgnan iz Ljubljane. Zatočišče je našel v Hrenovicah na Primorskem, kjer je z bratom Angelikom dočakal konec vojne.

### Pritisk komunistične oblasti
Povojna komunistična oblast je leta 1947 hotela izgnati frančiškane iz Ljubljane, vendar sta bratom Angelikom uspela to preprečiti. Kasneje je komunistična oblast želela, da se Tominec pridruži novoustanovljeni narodni cerkvi, ki ni imela povezave z Rimokatoliško cerkvijo. Želeli so tudi, da naj Tominec nasprotuje škofu Antonu Vovku, vendar je vse zahteve je zavrnil, zaradi česar je bil v kasnejšnih letih deležen pritiskov in kazni s strani Udbe. Pritisk je dosegel vrhunec, ko je bil Tominec zaslišan kar 56-krat v enem samem letu. Bil je tudi kaznovan za malenkosti, kot je poučevanje verouka v napačnih učilnicah, ali pa za predavanje o Plečniku v družinskem krogu, pri katerem je uporabljal diapozitive.

### Po 2. svetovni vojni
Od junija 1945 do 1946 je poučeval verouk na učiteljišču v Ljubljani, ter na bežigrajski gimnaziji. Leta 1951 je postal honorarni predavatelj, 1954 pa docent na Teološki fakulteti v Ljubljani. Med drugim je pomagal pri premiku Plečnikove cerkve sv. Cirila in Metoda, ki je stala ob cerkvi sv. Krištofa na prostoru sedanjega Gospodarskega razstavišča, na novo lokacijo za Bežigradom. Tam je leta 1959 postal priljubljen župnik. Za Bežigradom je, kot prvi v Ljubljani, uvedel avtomatizirano zvonenje zvonov.
Umrl je 23. februarja 1991 v Ljubljani.

## Književnost
Tominec se je med drugim ukvarjal tudi s prevajanjem in pisanjem knjig. Začel je med 2. svetovno vojno, ko je napisal zbirko misli Dnevi v Bogu. Pisal je tudi v zaporu ter bolnišnicah, kjer je med drugim napisal knjigo Skrivnost poslednjega usmiljenja. Pisal je tudi članke o vzgoji in molitvenike za mlade, med katerimi so najbolj poznane duhovne vaje Ob tihih urah.